# Hippeastrum parodii
Hippeastrum parodii là một loài thực vật có hoa trong họ Amaryllidaceae. Loài này được Hunz. & A.A.Cocucci mô tả khoa học đầu tiên năm 1959.